# Restrisiko
Unter Restrisiko (englisch residual risk) versteht man das trotz aller vorgenommenen technischen, verfahrenstechnischen und wirtschaftlichen Risikominderungen verbleibende Risiko einer technischen Anlage, eines Ereignisses, Systems oder eines sonstigen Vermögenswerts.

## Allgemeines
Risiken sind im Alltag allgegenwärtig. Ihre Risikoträger (Privatpersonen, Unternehmen, der Staat mit seinen Untergliederungen) müssen diese Risiken zunächst im Rahmen der Risikowahrnehmung überhaupt erkennen und einer Risikoanalyse unterziehen, um sie danach mit ihren Zielen (persönliche Ziele bei Privatpersonen, Unternehmensziele bei Unternehmen und Staatsziele bei Staaten) zu konfrontieren. Sind die Risiken im Hinblick auf die Ziele zu hoch, müssen die Risikoträger Risikobewältigung betreiben. Das geschieht konkret durch Risikovermeidung, Risikominderung, Risikokompensation, Risikodiversifizierung, Risikoüberwälzung oder Risikovorsorge.
Sollen diese Maßnahmen das vorhandene Risiko nicht völlig ausschalten, verbleibt das Grenzrisiko. Als Grenzrisiko bezeichnet man die allgemein akzeptierten Gefahren eines technischen Zustandes, Ereignisses oder Prozesses. Notwendige Risikobewältigung führt zum Grenzrisiko, darüber hinausgehende Risikobewältigung zum Restrisiko. Das Restrisiko ist also stets kleiner als das Grenzrisiko. Ist das vorhandene Risiko dagegen größer als das vertretbare Grenzrisiko, liegt eine Gefahr vor.

## Geschichte
Der Begriff entstammte ursprünglich aus der Atomindustrie. Als Restrisiko der Kernkraftwerke bezeichnete man früher das Risiko für einen über den schwerwiegendsten Auslegungsstörfall hinausgehenden Atomunfall. Als Restrisiko wurden 1976 alle Risiken für schwere Atomunfälle mit einer Wahrscheinlichkeit von 10−4 pro Jahr angesehen. Restrisiko ist aus technischer Sicht die Wahrscheinlichkeit des Eintritts von Ereignissen mit tolerierbaren Schäden und von unbekannten Ereignissen, aus sozialwissenschaftlicher Sicht die als zumutbar anzusehende Eintrittswahrscheinlichkeit eines Schadens mit einer zumutbaren Schadenshöhe und aus Rechtssicht das Risiko, das den Staat nicht zu Schutzmaßnahmen verpflichtet.
Mit dem Reaktorunfall im Kernkraftwerk Three Mile Island im März 1979 und der Nuklearkatastrophe von Tschernobyl im April 1986 brach die These von der relativen Gefahrlosigkeit des Restrisikos zusammen. Die negativ konnotierten Worte Störfall, GAU oder Super-GAU wurden später in euphemistischer Weise durch Restrisiko ersetzt.
Während der Unfallserie im Kernkraftwerk Fukushima I infolge des Tōhoku-Erdbebens im März 2011 übernahm die Bundesregierung das „Restrisiko“ als Begründung für ein Moratorium bei der Laufzeitverlängerung deutscher Kernkraftwerke, wohingegen es sich dabei nach Aussage der von der Kerntechnischen Gesellschaft herausgegebenen Internationalen Zeitschrift für Kernenergie nicht um ein Restrisiko, sondern eine falsche, nicht ausreichende Auslegung der Anlagen gegen Tsunamis handelte. Das Ereignis in Fukushima habe in der öffentlichen Meinung und bei der Bundesregierung zu einer veränderten Wahrnehmung des Restrisikos geführt, obwohl ein solches Ereignis in Deutschland tatsächlich nicht vorstellbar sei. Das Ziel des Gesetzgebers, das mit der Kernenergienutzung unvermeidbar in Kauf zu nehmende Restrisiko möglichst schnell und möglichst weitgehend zu beseitigen, wurde – auch wenn es allein auf einer politischen Neubewertung der Bereitschaft zur Hinnahme dieses Restrisikos beruhen sollte – vom Bundesverfassungsgericht (BVerfG) im Dezember 2016 nicht beanstandet.

## Begriffsinhalt
Der Begriffsinhalt des Begriffs „Restrisiko“ wird in der Fachliteratur nicht einheitlich definiert. So wird beispielsweise diskutiert, ob Restrisiken stets nach dem Stand der Technik oder dem Stand der Wissenschaft unbekannt sein müssten. Unbekannte Risiken werden bei der Risikowahrnehmung erst gar nicht erkannt und können folglich auch nicht als Restrisiken eingestuft werden. Für das Restrisiko von technischen Systemen gelte, dass der Bürger dieses als „sozialadäquate Last“ zu tragen habe, wenn es nach dem Stand der Wissenschaft und Technik praktisch ausgeschlossen werden könne. Es obliege der Legislative und der Exekutive, die zu treffenden Vorsorgemaßnahmen zu ergreifen sowie die Grenzziehung zwischen hinnehmbaren und nicht hinnehmbaren Risiken durch wertende Entscheidung anhand der Zumutbarkeit festzulegen.
Wie der Gesetzgeber mit dem Restrisiko umgeht, zeigt § 11 Abs. 1 Nr. 4 GenTG, wonach die Genehmigung zur Errichtung und zum Betrieb einer gentechnischen Anlage unter anderem davon abhängig sind, dass für die erforderliche Sicherheitsstufe die nach dem Stand der Wissenschaft und Technik notwendigen Einrichtungen vorhanden und Vorkehrungen getroffen sind und deshalb schädliche Einwirkungen auf Rechtsgüter nicht zu erwarten sind. In § 5 Abs. 1 Nr. 2 BImSchG wird eine Restrisikogrenze definiert, unterhalb der Emissionen erlaubt sind und nachteilige Umwelteinwirkungen als Restrisiko hingenommen werden müssen.
In der Arbeitswelt bezeichnet man Gefahren, die durch technische und organisatorische Maßnahmen der Arbeitssicherheit nicht ausgeschlossen werden können, als Restrisiken. Die EN ISO 12100 definiert das Restrisiko als das „Risiko, das verbleibt, nachdem Schutzmaßnahmen getroffen wurden“.:8 Es besteht aus einem abschätzbaren und einem unbekannten Anteil.
Das BVerfG benutzt ebenfalls den Begriff des Restrisikos, das nach § 7 Abs. 2 Nr. 3 AtG bei der Genehmigung einer Atomanlage in Betracht zu ziehen sei. Hiernach darf unter anderem die Genehmigung nur erteilt werden, wenn die nach dem Stand von Wissenschaft und Technik erforderliche Vorsorge gegen Schäden durch die Errichtung und den Betrieb der Anlage getroffen ist. Damit nimmt diese Bestimmung ein Restrisiko in Kauf. Aus verfassungsrechtlicher Sicht schließe dem BVerfG zufolge das Gesetz eine Genehmigung (erst) dann aus, wenn die Errichtung oder der Betrieb der Anlage zu Schäden führt, die sich als Grundrechtsverletzungen darstellen.

### Nichtoffensichtliche Risiken bei sicheren Produkten
Restgefahr ist eine Gefahr, die trotz inhärent sicherer Konstruktion und technischer Schutzeinrichtungen ein unvermeidbares, durch die Verwendung eines Produkts gegebenes, nicht offensichtliches Risiko bedeutet.
DIN 31000, DIN 820-120, EN ISO 12100-1 und die EG-Maschinenrichtlinie Richtlinie 2006/42/EG verlangen von Herstellern eine dreistufige Sicherheitsstrategie zum Inverkehrbringen sicherer Produkte in der genannten Reihenfolge:
1. Inhärent sicher konstruieren.
2. Wenn danach noch unvermeidbare Restgefahren vorhanden sind: Schutzeinrichtungen vorsehen.
3. Wenn danach immer noch unvermeidbare Restgefahren vorhanden sind: Die Anwender vor diesen Restgefahren warnen (Anleitung, Einarbeitungshinweise, Personalschulung, Empfehlung persönlicher Schutzausrüstung, PSA).

Eine Betriebsanleitung darf also nicht vor Gefahren warnen, die im Vorfeld konstruktiv beseitigt werden können. Diese müssen beseitigt werden. Eine Betriebsanleitung muss aber vor verbleibenden Restgefahren warnen.
Hersteller dürfen demnach mangelhafte Produkte in der Anleitung nicht beschönigen, weil mit der Anleitung die Verantwortung des Herstellers endet und die Verantwortung der Anwender beginnt. Diese müssen sich selbst vor Restgefahren schützen, indem sie die Warnungen in der Anleitung beachten, und beispielsweise empfohlene persönliche Schutzausrüstung bereitstellen oder benutzen.

### Faktor Mensch
Der „Faktor Mensch“ birgt ein schwer zu kalkulierendes Risiko. Neben der möglichen vorsätzlichen Ausnutzung einer technischen Gefahr durch Einzeltäter sind auch unbeabsichtigte menschliche Fehler bei mangelnder Sorgfalt nicht auszuschließen. Bedienungsfehler verursachten sowohl die partielle Kernschmelze im Kernkraftwerk Three Mile Island (1979) als auch die Katastrophe von Tschernobyl (1986). Das Zusammentreffen zweier Faktoren – fehlerhafter Anschluss einer pneumatischen Steuerung und das „Vergessen“ des Öffnens von Ventilen nach einem Test – reichte aus, um diese zu verursachen. Moderne sicherheitsrelevante Projekte wie zum Beispiel das europäische Trägerraketenprogramm Ariane kennen den Faktor "Mensch" als quantifizierbare Größe. Eines der grundlegenden Dokumente heißt „Human Error“ (deutsch „menschlicher Fehler“) und ist die Grundlage für alle Risikoanalysen.

### Kalkar-Urteil
Das Bundesverfassungsgericht (BVerfG) gelangte im so genannten „Kalkar-Urteil“ vom 8. August 1978 zu einem differenzierten Begriffsinhalt. Im Leitsatz 6 heißt es: "Vom Gesetzgeber im Hinblick auf seine Schutzpflicht eine Regelung zu fordern, die mit absoluter Sicherheit Grundrechtsgefährdungen ausschließt, die aus der Zulassung technischer Anlagen und ihrem Betrieb möglicherweise entstehen können, hieße die Grenzen menschlichen Erkenntnisvermögens zu verkennen und würde weithin jede staatliche Zulassung der Nutzung von Technik verbannen. Für die Gestaltung der Sozialordnung muss es insoweit bei Abschätzungen anhand praktischer Vernunft bewenden. Ungewissheiten jenseits dieser Schwelle praktischer Vernunft seien unentrinnbar und insofern als sozialadäquate Lasten von allen Bürgern zu tragen."

## Wirtschaftliche Aspekte
Ein Kernkraftwerk wird durch ein Erdbeben nicht sein Restrisiko ändern, nur der bekannte Anteil dieses Risikos ist nach der Neuberechnung höher. Eine solche Neuberechnung findet in der Schweiz nach jedem Hochwasser statt; ein Ereignis, das als 100-jährlich eingestuft wird, könnte ebenso gut ein 50- oder ein 200-jährliches sein. Im Laufe der Zeit wächst entsprechend der Erfahrungskurve oft die Erfahrung mit einem System. Dadurch verändert sich die Aufteilung zwischen dem bekannten und dem unbekannten Anteil des Risikos.
Schadenseinschätzung
Bei der Erstellung einer Risikoanalyse/Probabilistischen Sicherheitsanalyse für eine verfahrenstechnische Anlage schätzt man Eintrittswahrscheinlichkeiten für Ereignisse, listet deren mögliche Folgen auf und stellt Abhilfemaßnahmen dar. Ein sehr unwahrscheinliches Ereignis, dessen Folgen extrem groß sein können und bei dem Abhilfemaßnahmen prinzipiell unmöglich sind, ist beispielsweise eine Kernschmelze eines Kernreaktors mit Austritt radioaktiver Stoffe.
Da in vielen Bereichen Schadensschwere und Schadenswahrscheinlichkeit sehr gering sind, wird für die meisten Tätigkeiten, Methoden, Verfahren oder (technischen) Prozesse ein Grenzrisiko festgelegt (wirtschaftlich vertretbare Risiken). Da der Stand der Wissenschaft technisch nicht immer zu verwirklichen ist, verwendet man bei besonders sicherheitskritischen Verfahren die Formulierung Stand der Wissenschaft und Technik (technisch denkbare Vorkehrungen) und bei weniger gefährlichen Verfahren die Formulierung Stand der Technik (technisch machbare Vorkehrungen). Auch die vorrangige Verwendung des Begriffes Restrisiko in der Nukleartechnik zeigt auf, dass es sich um einen jungen Begriff handelt, für den nicht immer auf die für eine Bestimmung von Wahrscheinlichkeiten benötigte statistische Relevanz zurückgegriffen werden kann.
Wirtschaftlich vertretbar ist ein Restrisiko nur dann, wenn zuvor alle Maßnahmen der Risikobewältigung und Risikominderung vorgenommen wurden. Ergibt sich aus der Risikobewertung, dass das verbleibende Restrisiko größer ist als das größte vertretbare Grenzrisiko, muss eine weitere Risikominderung vorgenommen werden. Ist das vorhandene Risiko {\displaystyle R_{e}} größer als das Grenzrisiko {\displaystyle R_{G}}, liegt eine Gefahr {\displaystyle G} vor:
{\displaystyle G=R_{e}>R_{G}},
Sicherheit {\displaystyle S} ist entsprechend vorhanden, wenn
{\displaystyle S=R_{e}<R_{G}}.
Die Sicherheit beginnt technisch und wirtschaftlich erst unterhalb des Grenzrisikos und ist am höchsten, wenn gar kein Risiko mehr vorhanden ist.
Das systematische Risiko im Finanzwesen ist ein typisches Restrisiko, weil es das selbst bei optimaler Mischung der Einzelwerte im Portfolio (Kreditportfolio, Wertpapierportfolio) nicht mehr durch Risikodiversifizierung beseitigt werden kann.